# Polygrammodes leptorrhapta
Polygrammodes leptorrhapta là một loài bướm đêm trong họ Crambidae.